# Ilsea subgeminata
Ilsea subgeminata är en fjärilsart som beskrevs av William Schaus 1914. Ilsea subgeminata ingår i släktet Ilsea och familjen nattflyn. Inga underarter finns listade i Catalogue of Life.